# Sarah Coope
Sarah Coope (* in Eastbourne) ist eine ehemalige britische Duathletin und Triathletin. Sie ist sechsfache Triathlon-Europameisterin.

## Werdegang
Sarah Coope war im Triathlon sehr vielseitig und als erfolgreichste britische Athletin der 1980er Jahre auf verschiedenen Distanzen aktiv:
- Kurzdistanz (1,5 km Schwimmen, 40 km Radfahren und 10 km Laufen)
- Mitteldistanz (2,5 km Schwimmen, 80 km Radfahren und 20 km Laufen)
- Langdistanz (4 km Schwimmen, 120 km Radfahren und 30 km Laufen)
- Ironman-Distanz (3,86 km Schwimmen, 180,2 km Radfahren und 42,195 km Laufen)

Zwischen 1986 und 1989 wurde sie sechsfache Triathlon-Europameisterin.

1991 wurde Sarah Coope Vize-Europameisterin im Duathlon und im Oktober wurde sie Dritte beim Ironman Hawaii (Ironman World Championships). Seit 1996 tritt sie nicht mehr international in Erscheinung.

### Privates
Auch ihre Tochter Chloe Cook (* 1994) ist als Triathletin aktiv. Sarah Coope ist als Ernährung- und Fitnessberaterin tätig.

## Auszeichnungen
- British Triathlon Gold Pin, 2009

## Sportliche Erfolge
| Datum/Jahr    | Rang | Wettbewerb                                           | Austragungsort | Zeit     | Bemerkung                                                                |
| ------------- | ---- | ---------------------------------------------------- | -------------- | -------- | ------------------------------------------------------------------------ |
| 15. Sep. 1996 | 1    | 7Oaks Triathlon                                      | Sevenoaks      |          |                                                                          |
| 8. Sep. 1991  | 12   | ETU Triathlon European Championships                 | Genf           | 02:12:49 |                                                                          |
| 27. Aug. 1989 | 1    | Uster Triathlon                                      | Uster          | 02:12:58 | Kurzdistanz                                                              |
| 11. Juni 1989 | 4    | ETU Triathlon European Championships                 | Cascais        | 02:22:44 |                                                                          |
| 1988          | 1    | ETU Middle Distance Triathlon European Championships | Stein          | 04:15:42 | Europameisterin auf der Mitteldistanz                                    |
| 1987          | 1    | ETU Triathlon European Championships                 | Marseille      | 02:17:03 | Triathlon-Europameisterin auf der Kurzdistanz                            |
| 1987          | 1    | ETU Middle Distance Triathlon European Championships | Roth           | 04:28:38 | Europameisterin auf der Mitteldistanz – neben Glenn Cook bei den Männern |
| 22. Juni 1986 | 3    | ETU Triathlon European Championships                 | Milton Keynes  | 02:21:50 | Europameisterschaft auf der Triathlon-Kurzdistanz                        |
| 1986          | 1    | ETU Middle Distance Triathlon European Championships | Brasschaat     | 04:32:13 | Europameisterin auf der Mitteldistanz                                    |
| 7. Juli 1995  | 1    | 7Oaks Triathlon                                      | Sevenoaks      |          |                                                                          |
| 23. Juni 1985 | 3    | ETU Triathlon European Championships                 | Immenstadt     | 03:08:07 | Europameisterschaft auf der Triathlon-Kurzdistanz beim Allgäu Triathlon  |

| Datum/Jahr    | Rang | Wettbewerb                                         | Austragungsort | Zeit     | Bemerkung                                     |
| ------------- | ---- | -------------------------------------------------- | -------------- | -------- | --------------------------------------------- |
| März 1992     | 2    | Ironman New Zealand                                | Auckland       | 09:53:42 | hinter Krista Whelan, Altersklasse 25–29      |
| 19. Okt. 1991 | 3    | Ironman Hawaii                                     | Hawaii         | 09:33:20 |                                               |
| März 1991     | 2    | Ironman New Zealand                                | Auckland       | 09:54:19 | hinter Jan Wanklyn                            |
| 1989          | 1    | ETU Long Distance Triathlon European Championships | Rødekro        | 09:33:20 | Triathlon-Europameisterin auf der Langdistanz |
| 21. Juni 1987 | 1    | ETU Long Distance Triathlon European Championships | Joroinen       | 09:48:17 | Triathlon-Europameisterin auf der Langdistanz |

| Datum/Jahr | Rang | Wettbewerb                          | Austragungsort    | Zeit     | Bemerkung                                                                       |
| ---------- | ---- | ----------------------------------- | ----------------- | -------- | ------------------------------------------------------------------------------- |
| 1992       | –    | ITU Duathlon World Championships    | Frankfurt am Main | DNF      |                                                                                 |
| 1991       | 2    | ETU Duathlon European Championships | Birmingham        | 01:31:02 | Duathlon Vize-Europameisterin – hinter der Niederländerin Thea Sybesma          |
| 1991       | 3    | Powerman Zofingen                   | Zofingen          | 07:17:23 | Der „Powerman“ in Zofingen zählt im Duathlon als Langdistanz-Weltmeisterschaft. |